# 同·級·生
《同・級・生》是柴門文的日本漫畫作品，於小學館雜誌《Big Comic Spirits》連載，後改編為富士電視台電視劇。
1988年，在小學館《Big spirits comics special》刊行單行本上下卷。此後，1995年於小學館文庫、2010年於文春文庫文庫化。

## 電視劇
本劇是富士電視台週一晚間九點連續劇的系列作品之一，於1989年7月3日至9月25日期間在富士電視台播放，全劇共計13集。主演為安田成美及緒形直人。
本劇為坂元裕二電視劇劇本處女作。此外當時身為富士電視台主播的中井美穗加入演出也引起了話題。

### 劇情概要
本劇以在著名廣告代理商上班的男主角鴨居透（緒形直人飾）與學生時期的同級生女主角名取千奈美（安田成美飾）為中心，描寫其周遭之間的人際關係與感情故事，男主角優柔寡斷的性格也是泡沫經濟時期偶像劇的象徵。

### 登場人物
- 名取千奈美：安田成美（香港配音：陸惠玲）
- 鴨居透：緒形直人（香港配音：郭志權）
- 佐倉杏子：菊池桃子（香港配音：黃麗芳）
- 飛鳥浩史：石田純一（日语：石田純一）（香港配音：招世亮）
- 澤口優子：山口智子（香港配音：黃鳳英）
- 秋山茜：中井美穗（日语：中井美穂）（香港配音：盧素娟）
- 江藤拓也：勝俣州和（日语：勝俣州和）
- 堤禮二：戶田研一郎（日语：野崎研一郎）
- 海江田一樹：宅麻伸（日语：宅麻伸）（香港配音：劉昭文）
- 淺野優子（日语：浅野ゆう子）（友情出演）
- 陣内孝則（最終回友情出演）
- 網濱直子（日语：網浜直子）
- 大島智子（日语：大島さと子）
- 黑田亞瑟

### 主題曲
- ZIGGY（日语：ZIGGY）《GLORIA（日语：GLORIA (ZIGGYの曲)）》（德間日本傳播）
  - 久保田利伸「Missing（日语：Missing (久保田利伸の曲)）」（Sony Music Records）※第2集、第10集插入曲

### 工作人員
- 原作：柴門文
- 編劇：坂元裕二
- 配樂：藤村春水
- 製作人：山田良明（日语：山田良明）、清野豐
- 導演：光野道夫（日语：光野道夫）、永山耕三（日语：永山耕三）、中野昌宏（日语：中野昌宏）